# Ню-Олесунн
Ню-Олесунн (норв. Ny-Ålesund, «Новий Олесунн») — населений пункт у норвезькій провінції Свальбард (архіпелаг Шпіцберген). Ню-Олесунн є найпівнічнішим у світі постійним громадським поселенням.

## Історія

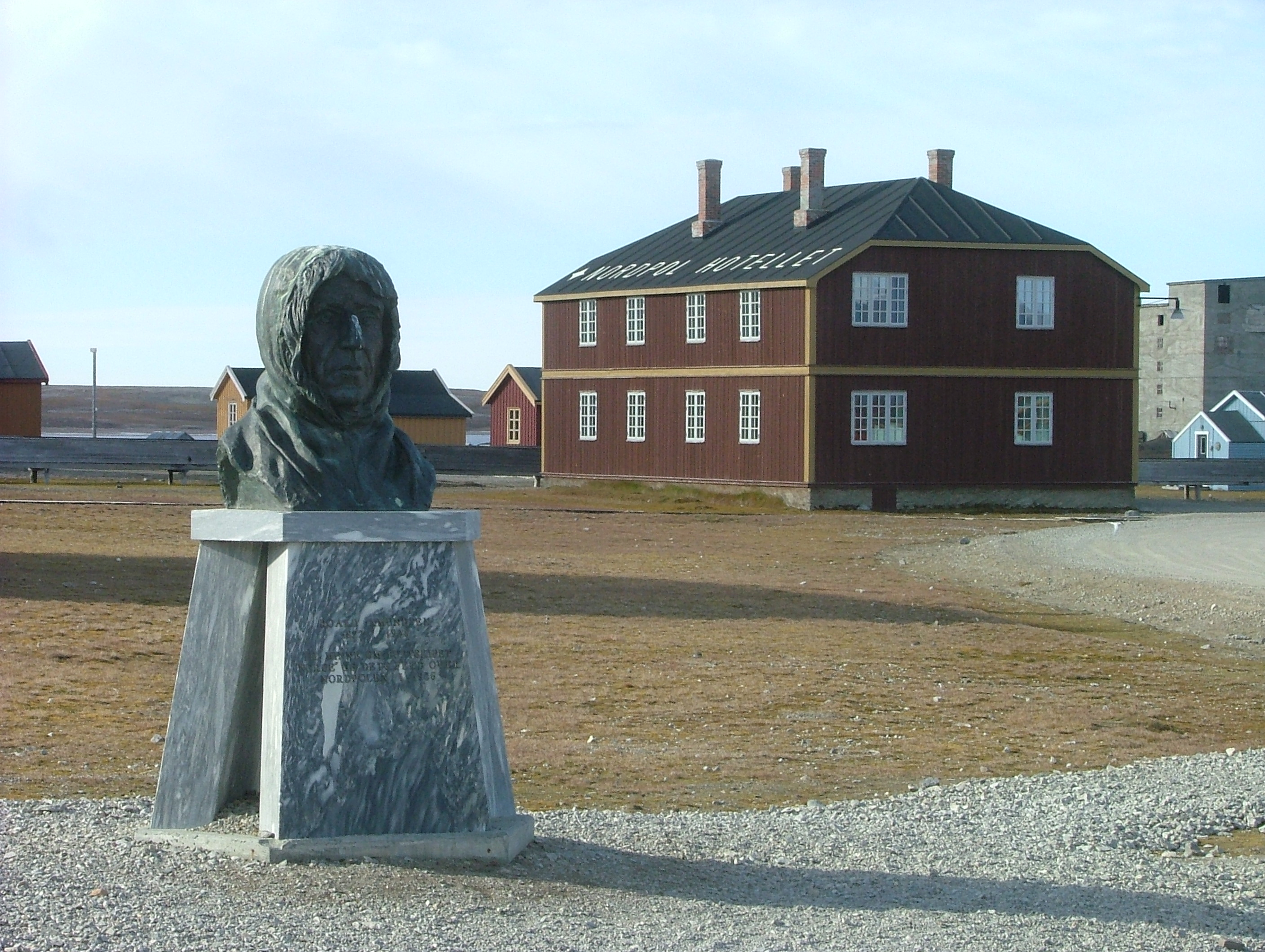
Пам'ятник Руалю Амундсену й готель «Північний полюс» у Ню-Олесунні

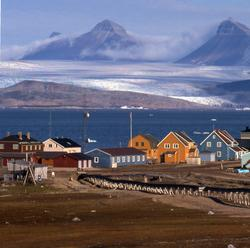
Ню-Олесунн улітку

Ню-Олесунн був заснований компанією Kings Bay Kull Compani в 1916 році, як і всі інші сучасні поселення архіпелагу, для видобутку вугілля, яке почалося в 1917 році. У 1929 році, однак, вуглевидобуток було зупинено й відновлено тільки у 1945 році, коли норвезький уряд взяв на себе всі витрати. У 1963 році через падіння цін на вугілля й через часті обвали й вибухи метану в шахтах, які спричинили загибель робітників, видобуток вугілля було остаточно зупинено.
У 1925, 1926 і 1928 роках із Ню-Олесунн до Північного полюса стартували експедиції Руаля Амундсена й Умберто Нобіле на літаках і дирижаблях. Після цього Ню-Олесунн був практично покинутий, проте з 1968 року почався його розвиток як науково-дослідного центру. Крім самої Норвегії, у Ню-Олесунні підтримують свої дослідницькі станції Нідерланди, Німеччина, Велика Британія, Франція, Італія, Японія, Південна Корея й Китай; в останні роки також ведуться переговори про відкриття російської станції.

## Економіка

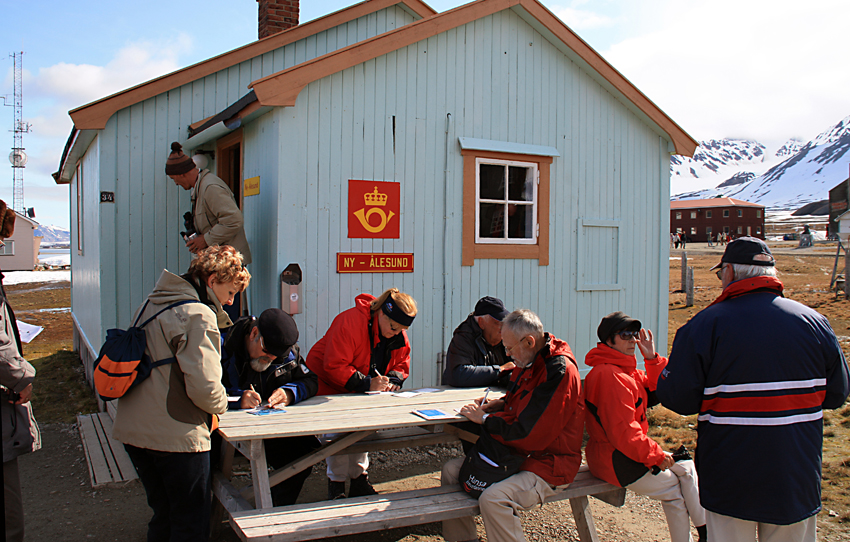

Практично єдиним видом діяльності в Ню-Олесунні є дослідницькі роботи, туризм з цієї ж причини розвинений дуже мало, оскільки активність туристів може заважати науковій діяльності. Поселення і раніше залишається власністю компанії Kings Bay AS. Хоча постійне населення Ню-Олесунн становить близько 30 осіб, влітку воно збільшується понад 120 шляхом припливу дослідників.